# توم لويس (مغني)
توم لويس (بالإنجليزية: Tom Lewis)‏ هو مغني وكاتب أغاني كندي وبريطاني، ولد في 1943.

## وصلات خارجية
- توم لويس على موقع ميوزك برينز (الإنجليزية)